# Will Griff John
WillGriff John (nascido em 4 de dezembro de 1992) é um jogador galês de rúgbi nascido na Inglaterra que atualmente joga pelo Scarlets no United Rugby Championship. Sua posição de jogo é tighthead prop.

## Carreira no clube
Nascido em Plymouth e criado em South Wales Valleys, John começou sua carreira de jogador em Pontypridd, além de representar o País de Gales em todos os níveis juniores. Ele também jogou pelo Cardiff Blues e fez parte da equipe que venceu a European Challenge Cup em 2010. Em 2013 mudou-se para a Nova Zelândia e jogou por duas temporadas na ITM Cup com a província de Northland.
John então voltou ao Reino Unido e se juntou a Doncaster no campeonato em 2014. Em 3 de maio de 2017, John foi contratado pela Sale Sharks. Tornando-se titular regular do Sale, na Premiership inglesa. Sua construção naturalmente forte o torna ideal para funções de Prop, como limpar ou avançar scrums e mauls.

## carreira internacional
Em 15 de janeiro de 2020, John foi nomeado para a seleção do País de Gales para o Campeonato das Seis Nações de 2020. Ele foi nomeado titular contra a Escócia, mas a partida foi cancelada antes do início do jogo devido ao COVID-19.
Em 6 de novembro de 2021, John fez sua estreia no País de Gales saindo do banco contra a África do Sul. John fez sua primeira partida contra Fiji no final do mês.